# Isabelle Fusier
Isabelle Eugénie Fusier, née le 10 juin 1893 à Auvers-sur-Oise et morte le 19 décembre 1978 dans le 16e arrondissement de Paris, est une actrice française.

## Biographie
Fille de Léon Fusier et sœur de Jeanne Fusier-Gir, elle épouse Max Dearly en mai 1911 et en divorce en février 1912,.
Veuve de l'auteur dramatique Paul Giafferi depuis mars 1966, Isabelle Fusier décède à son domicile parisien de la rue Mirabeau à l'âge de 85 ans.

## Théâtre
- 1910 : Le Marchand de bonheur, pièce en trois actes d'Henry Kistemaeckers, au théâtre du Vaudeville[6]
- 1912 : Le Cadet de Coutras, comédie en 5 actes d’Abel Hermant et Yves Mirande, au Théâtre du Vaudeville[7]
- 1914 : Paris-New-York, comédie en trois actes de Francis de Croisset et Emmanuel Arène, au théâtre municipal d'Alger[8]
- 1919 : Les Baisers de minuit, comédie en 3 actes d'Albert Willemetz et Pierre Despras, au théâtre de l'Ambigu[9]
- 1920 : Gigoletto, opérette-bouffe en 2 actes et 4 tableaux, livret de Rip et Robert Dieudonné, musique d'Albert Chantrier, à La Cigale[10]
- 1920 : Chiche, revue en deux actes de Jean Bastia et Charles-Alexis Carpentier, au théâtre du Perchoir[11]
- 1920 : Une exécution, deux tableaux tirés de Scènes populaires, d'Henri Monnier, par Mme Isabelle Fusier, au Nouveau-Théâtre, avec Jeanne Fusier[12]
- 1923 : Les Linottes, opérette en trois actes, livret de Robert Dieudonné et Charles-Alexis Carpentier d'après Georges Courteline, musique d'Édouard Mathé, au théâtre du Perchoir, 1923[13]

## Filmographie
- 1912 : L'Espalier de la marquise / Les Pêches au clair de lune, film de Léonce Perret : Sylvette de Villès
- 1923 : Le Nègre du rapide numéro 13, comédie burlesque de Joseph Mandement : Agnès Thorel

## Critiques
- « Quant à Mlle Isabelle Fusier, qui ressemble à sainte Cécile alors qu'elle joue de la harpe, et qui est l’étoile du Perchoir, elle s'est montrée adorablement divertissante en princesse russe, comme en grande vedette. Et elle chante comme un roucoulant et tendre rouge-gorge. »[14]